# Yves-Pascal Castel
Pour les articles homonymes, voir Castel.
Yves-Pascal Castel, né le 3 avril 1928 à Saint-Pol-de-Léon, est un prêtre catholique français de l'évêché de Quimper et Léon et un chercheur docteur en histoire de l'art, spécialisé dans l'histoire de l'art religieux breton, notamment dans le Finistère.
Il est également l'auteur de nombreux ouvrages sur l'art breton.

## Biographie
Yves-Pascal Castel est né le 3 avril 1928 à Saint-Pol-de-Léon. Pour lui sa vocation religieuse est venue de sa famille et de l'école des sœurs qu'il fréquentait. C'est son environnement enfant qui l'a fait s'orienter vers la prêtrise car dit-il « Si j'étais né dans une famille communiste, je serais communiste ». Il situe également dans son enfance sa passion pour le « patrimoine sacré ». C'est venu par petites touches, du type : alors qu'il est élève à Saint-Pol-de-Léon il pose des questions à l'un de ses professeurs au sujet de la cathédrale, et celui-ci lui répond « Compte les piliers, tu en sauras autant que moi » ; c'est aussi un vieux menuisier qui lui « prête le dictionnaire de Viollet-le-Duc », ce qui lui ouvre l'univers extraordinaire du Moyen Âge et du gothique. C'est également, près de son domicile, à proximité de la chapelle Notre-Dame du Kreisker, qu'il exécute ses premiers croquis avec pour sujets aussi bien des sculptures, comme le saint-Mathieu de la cathédrale, ou des plans de chapelles pour situer les divers éléments de l'architecture et de la statuaire.
Il a 23 ans, en 1951, lorsqu'il est ordonné prêtre du diocèse de Quimper. Il débute au petit séminaire de Pont-Croix, puis il est nommé vicaire à Pont-Aven. C'est à cette époque, à 26 ans, en 1954, qu'il publie son premier et « modeste » ouvrage édité par Jos Le Doaré, avec comme sujet Pont-Aven. Toujours en 1954, avec le même éditeur il s'intéresse à la cathédrale de la commune de son enfance avec « Saint-Pol-de-Léon : Une cathédrale ». C'est en 1955, que la découverte du livre L’orfèvrerie religieuse bretonne de Pierre-Marie Auzas l'impressionne au point d'être l'auteur d'une vitrine sur ce sujet dans l'exposition d'art religieux organisée par le recteur de Pont-Aven, Pierre Tuarze. En 1957, à la suite d'une commande de Jos Le Doaré pour un ouvrage sur l'enclos de Saint-Thégonnec, il décide d'élargir son champ de vision en arpentant les environs à la recherche de sculptures.
Il devient professeur à Morlaix, avant d'aller enseigner à Quimper puis Montréal. En 1969, il revient en Finistère lorsqu'il débute sa participation à l'Inventaire général des monuments et richesses artistiques de la France, créé par André Malraux en 1964. Durant 24 ans il va arpenter de nombreux cantons en recherchant des bâtiments et objets remarquables et en réalisant des « milliers de croquis » de ce qu'il découvre, bâtiments, croix et objets.
Il n'en reste pas là, car il s'investit dans la préparation d'une « thèse de doctorat en histoire de l'art », Les orfèvres de Brest et de Landerneau, 1600-1850, qu'il soutient en 1974 à Rennes.
Il est également l'auteur de nombreux ouvrages, le premier ayant été publié en 1954.
En 1994, dans l'ouvrage consacré aux orfèvres de Basse-Bretagne, il définit les caractéristiques des croix de procession finistériennes.
Il prend sa retraite à quatre-vingt-sept ans, en 2015, après avoir été aumônier du Juvénat de Châteaulin depuis 1990.

## Publications

### Articles et ouvrages personnels
- Pont-Aven  (photogr. Jos Le Doaré), Châteaulin, Jos Le Doaré, 1954, 33 p. (BNF 31914596).
- Saint-Pol-de-Léon : Une cathédrale, Châteaulin, J. Le Doaré, 1954, 33 p. (BNF 36263440).
- Saint-Thégonnec, Renaissance et Haut-Léon  (photogr. Jos Le Doaré), Châteaulin, J. Le Doaré, 1957, 33 p. (BNF 31914598).
- Légendes dorées des saints bretons..., Châteaulin, J. Le Doaré, coll. « Images de Bretagne », 1960, 36 p. (BNF 32942208).
- Saint Pol de Léon, la cathédrale, le Kreisker, Châteaulin, J. Le Doaré, 1971, 33 p. (BNF 35172492).
- « Benjamin Febvrier de Lassaigne, marchand d'orfèvre de Landerneau (1718-1795) », Bulletin de la Société archéologique du Finistère, t. XCVII,‎ 1971, p. 245-293 (présentation en ligne).
- Le Trésor de Saint-Thégonnec, Rennes, Commission régionale Bretagne de l'Inventaire des monuments et richesses artistiques de la France, 1972, 11 p., 24 cm (BNF 35317961).
- Le Grand calvaire de Plougastel-Daoulas : 1604, Châteaulin, J. Le Doaré, 1974, 24 p. (BNF 34567792).
- Saint-Pol-de-Léon  (ill. Jos Le Doaré), Châteaulin, J. Le Doaré, coll. « Les Grands saints bretons », 1974, 24 p. (BNF 34564035).
- avec André Mussat (dir. de publication), Les orfèvres de Brest et de Landerneau 1600-1850 (Thèse pour le doctorat de troisième cycle, histoire de l'art, université de haute-Bretagne, en quatre volumes, soutenue à Rennes en 1974), Rennes, Université de Haute-Bretagne Rennes II, 1975, 641 p., 30 cm, 117 illustrations (présentation en ligne).
- collabortateurs, Jo Irien, Louis-Pierre Le Maître, Bernard Tanguy (préf. Louis Orvoën, Pierre Jourdan et Francis Barbu, ill. dessins de l'auteur), Atlas des croix et calvaires du Finistère, Quimper, Société archéologique du Finistère, 1980, 369 p., 29 cm (BNF 34655321, présentation en ligne).
- Saint-Pol-de-Léon  (photogr. Hervé Champollion), Rennes, Ouest-France, coll. « Guides-couleurs », 1980, 32 p., 23 cm (ISBN 2-85882-241-7, BNF 34638505).
- « La floraison des croix et calvaires dans le Léon sous l'influence de Mgr Roland de Neufville (1562-1613) », Annales de Bretagne et des pays de l'Ouest, nos 90-2,‎ 1983, p. 311-319 (lire en ligne).
- Plougastel-Daoulas  (photogr. Hervé Champollion, Jean-Paul Gisserot et Claude Jacq), Rennes, Ouest-France, coll. « La Bretagne », 1985, 32 p. (ISBN 2-85882-775-3, BNF 34913047).
- La Croix de procession de Pleyber-Christ, Pleyber-Christ, Paroisse de Pleyber-Christ, 1986, 12 p. (BNF 34975103).
- Notre-Dame du Mur retrouvée : à Morlaix, Morlaix, Association des amis de Notre-Dame du Mur, 1988, 80 p., 24 cm (ISBN 2-9502856-0-0, BNF 34991967, lire en ligne).
- Roland Doré et les enclos paroissiaux : Exposition, Musée des Jacobins, Morlaix, 1988 (Catalogue exposition), Morlaix, Musee De Morlaix, 1988, 56 p. (lire en ligne).
- collaborateur Christian Millet, Saint-Melaine & les Beaumanoir, Morlaix, Association des amis de Saint-Melaine, 1989, 128 p., 24 cm (ISBN 2-9503731-0-0, BNF 35344986).
- Églises et chapelles en Cornouaille  (photogr. Y. Salmon), Loudéac, Y. Salmon, coll. « Guide Salmon », 1991, 40 p., 20 cm (ISBN 2-903414-69-6, BNF 35772645).
- Églises et chapelles en Léon  (photogr. Y. Salmon), Loudéac, Y. Salmon, coll. « Guide Salmon », 1991, 40 p., 20 cm (ISBN 2-903414-68-8, BNF 35772666).
- Noëls du Finistère et d'ailleurs : contes et récits  (photogr. Jean Feutren) (Recueil de récits publiés dans le Courrier du Léon et dans le Progrès de Cornouaille), Quimper, Ed. nouv. du Finistère, 1992, 94 p., 21 cm (ISBN 2-9506659-1-8, BNF 35593637).
- Lampaul-Guimiliau (enclos paroissial)  (photogr. Claude Herlédan), Rennes, Ouest-France, coll. « La Bretagne », 1994, 32 p., 23 cm (ISBN 2-7373-1408-9, BNF 35740956).
- La pointe Saint-Mathieu et son abbaye  (photogr. Dominique Le Doaré, Daniel Soret et Y.-P. Castel), Châteaulin, J. Le Doaré, 1995, 15 p., 21 cm (ISBN 2-85543-114-X, BNF 35792548).
- (fr + br) Croix et calvaires en Bretagne - Kroaziou ha kalvariou or bro  (trad. Hervé Daniélou), Treflevenez, Minihi Levenez, 1997, 206 p., 21 cm (ISBN 2-908230-09-7, BNF 37074907).
- (fr + br) Les anges dans nos églises  (trad. Anna-Vari Arzur (1921-2009), Jo Irien), Treflevenez, Minihi Levenez, 2001, 96 p. (ISBN 2-908230-13-5, BNF 37714842).
- Le trésor de Saint-Jean-du-Doigt, Kreiz 14, coll. « Études sur la Bretagne et les pays celtiques », 2001, p. 203-229 et annexe Catalogue du trésor de Saint-Jean-du-Doigt
- Coiffes & costumes de Bretagne : regards d'aujourd'hui  (ill. Marc di Napoli), Barbentane, Équinoxe, coll. « Carrés de Bretagne », 2003, 117 p., 18x18 cm (ISBN 2-84135-368-0, BNF 39012712).
- Saint-Thégonnec  (photogr. Michel Le Coz), Châteaulin, J. Le Doaré, coll. « Grands sites de Bretagne », 2011 (1re éd. 2007), 32 p., 22 cm (ISBN 9782855433189, BNF 42429185).
- Patrimoine sacré en Bretagne  (photogr. Andrew Paul Sandford), Spézet, Coop Breizh, 2012 (1re éd. 2006), 207 p. (ISBN 978-2843465765, BNF 43507458).

### Participation publications collectives
- « Le Trésor de Saint-Thégonnec - rédigé par Yves Pascal Castel », dans Commission régionale Bretagne, France. Inventaire général des monuments et des richesses artistiques de la France, Rennes, Commission régionale Bretagne de l'Inventaire des monuments et richesses artistiques de la France, 1972 (BNF 35317961).
- avec Georges Michel Thomas (1913-1991) et la collaboration de Daniel Tanguy, Artistes en Bretagne : dictionnaire des artistes, artisans et ingénieurs en Cornouaille et en Léon sous l'Ancien régime, Quimper, Société archéologique du Finistère, 1987, 364 p., 30 cm (BNF 36631052).
- avec Michel Le Bourhis, Le Trésor de l'église de Locquénolé, Morlaix, Ed. du Dossen, 1988, 32 p., 24 cm (ISBN 2-906256-09-9, BNF 34947932).
- avec Bernard Tanguy et Jo Irien, Sant Paol a Leon : vie et culte, Tréflévénez, Minihi Levenez, 1991, 243 p., 23 cm (ISBN 2-908230-05-4, BNF 35470224).
- avec Michel Huon et Christian Millet, La chapelle Saint-Antoine, Plouézoc'h, Plouezoc'h, Association des amis de la Chapelle Saint-Antoine, 1992, 119 p., 23 cm (ISBN 2-9506798-0-3, BNF 35542953).
- avec Denise Dufief-Moirez, Jean-Jacques Rioult... [et al.] ; avec la collab. de Jacques Berroyer, Stéphane Caroff et Colette Dréan (photogr. Guy Artur et Norbert Lambart), Les orfèvres de Basse Bretagne (Inventaire général des monuments et des richesses artistiques de la France, Région de Bretagne), Rennes, Association pour l'Inventaire de Bretagne, coll. « Cahiers du patrimoine », 1994, 439 p., 28 cm (ISBN 978-2905064202, BNF 35831179).
- collaborateurs : Philippe Abjean, Denez Prigent et Jo Irien, Le chant du Tro Breiz : Bretagne en marche, Quimper, Éd. nouv. du Finistère, 1995, 128 p., 21 cm (ISBN 2-9506659-7-7, BNF 36964410).
- avec Jean-Claude Carlo et Éric Rondel, Traditions, histoires, légendes du pays gallo, Fréhel, Éd. Club 35, 1996, 159 p., 22 cm (ISBN 2-906775-38-X, BNF 36178421).
- avec Yves Le Berre et Bernard Tanguy, Mystère breton : Vie de sainte Nonne / Buez santez Nonn, Brest/Treflevenez, CRBC/Minihi levenez, 1999, 200 p., 29 cm (ISBN 2-908230-10-0, BNF 37703172).
- « Saint Yves et ses statues », dans Jean-Christophe Cassard et Georges Provost (dir.), Saint Yves et les bretons : Culte, images, mémoire (1303-2003), Rennes, Presses universitaires de Rennes, 2004, 402 p. (ISBN 9782753500006, lire en ligne), p. 199-213.
- « Association du cercle et de la croix sur les croix monumentales de Bretagne », dans Louis Lemoine et Bernard Merdrignac (dir.), Corona Monastica : Moines bretons de Landévennec : histoire et mémoire celtiques. Mélanges offerts au père Marc Simon, Rennes, Presses universitaires de Rennes, coll. « Histoire », 2004, 387 p. (ISBN 9782753500280, lire en ligne), p. 147-154.

## Collaborations
- Inventaire général du patrimoine culturel.
- Société archéologique du Finistère
- ArMen

## Distinction
- juillet 2011 : Chevalier dans l'Ordre des Arts et des Lettres[8].
- 2013 : ordre de l'Hermine[9].
- Ministère de l'éducation nationale : chevalier des Palmes académiques[réf. souhaitée]